# Отеро, Хавьер
Хавье́р Алеха́ндро Оте́ро Лео́н (исп. Javier Alejandro Otero León; род. 18 ноября 2002, Кумана) — венесуэльский футболист, вратарь клуба «Орландо Сити» и сборной Венесуэлы.

## Клубная карьера
Отеро — воспитанник американского клуба «Орландо Сити». 24 октября 2020 года в поединке против «Гринвил Триумф» Хавьер дебютировал в USL за дублирующий состав. 29 июня 2024 года в матче против «Нью-Йорк Сити» он дебютировал в MLS.

## Международная карьера
11 декабря 2023 года в товарищеском матче против сборной Колумбии Отеро дебютировал за сборную Венесуэлы.